# Justicia insularis
Espèce
Synonymes
- Adhatoda diffusa Benth.[1]
- Ecbolium insulare (T.Anderson) Kuntze[1]
- Justicia rostellarioides Lindau[1]
- Tyloglossa diffusa Benth.[1]

Justicia insularis T.Anderson est une espèce de plantes à fleurs de la famille des Acanthaceae et au genre Justicia. C'est un arbuste originaires d'Afrique centrale et de l'Ouest. Il préfère des sols humides avec un substrat limono-sableux et une exposition partiellement ombragée.

## Utilisation
Les feuilles et les jeunes pousses sont consommées crues en salade ou cuites comme les épinards. Les racines sont aussi consommées dans les régions du Bas-Congo où elle est dénommée Takankola.